# Gruppe Wohn- und Geschäftshäuser Catharinenstraße
Die Gruppe Wohn- und Geschäftshäuser Catharinenstraße in der niedersächsischen Kreisstadt Cuxhaven im Landkreis Cuxhaven stammen vom Ende des 19. und Anfang des 20. Jahrhunderts. Aktuell (2024) werden sie als Wohnhäuser genutzt.
Die u. a. Gebäude stehen unter Denkmalschutz (siehe auch Liste der Baudenkmale in Cuxhaven).

## Geschichte und Beschreibung

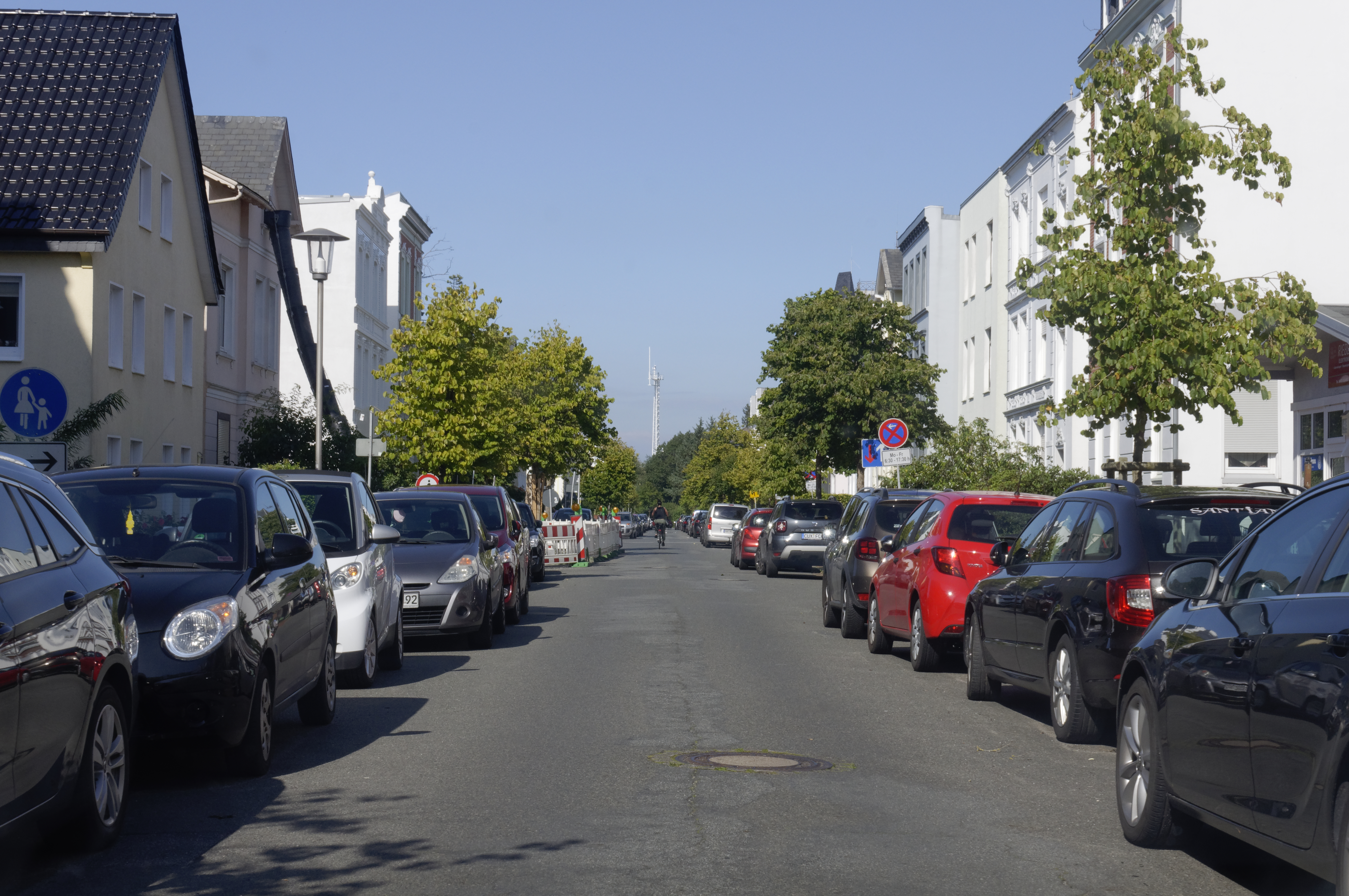
Catharinenstraße

Die durch Alleebäume begleitete Catharinenstraße führt in Döse in nord-südlicher Richtung von der Marienstraße/Strichstraße bis zur Poststraße. Die Schillerstraße, Reineckenstraße und Gorch-Fock-Straße sind ihre Nebenstraßen.
Kurz vor und zumeist kurz nach 1900 wurde westlich des Grünen Wegs in Cuxhaven auf den Ländereien der Gärtnerei Otto Höpcke ein Wohngebiet neu erschlossen. Stil-, material- und regionstypische ein- bis viergeschossige Bauten der Zeit entstanden entlang der West- und Ostseite der Nummer Catharinenstraße 2. Die Straße entstand 1892/94, die Bürgersteige 1912. Sie wurde nach Catharina Höpcke, der Mutter des Erbauers, benannt.
Die Gruppe Wohn- und Geschäftshäuser Catharinenstraße bestehen als Ensemble aus
- den ein- und zweigeschossigen Wohnhäusern der Nummern Catharinenstraße 2 bis 5, 7 bis 13, 46, 56 bis 58, 60 und 64; alle zumeist mit Satteldächern, einige mit Freigespärre (3, 4, 7, 11, 12, 13, 56) im Giebel
- den drei- und viergeschossigen Mehrfamilienhäusern der Nummern Catharinenstraße 6, 18, 23, 24 bis 25, 47, 49, 50, 55, 59, 61 bis 62 und 63; alle zumeist traufständig mit unterschiedlichen Dächern
- dem dreigeschossigen Wohn- und Geschäftshaus Catharinenstraße 17

Das Landesdenkmalamt befand u. a.: „… Die Wohnsiedlung bietet heute noch das geschlossene Bild eines von schmalen, oft noch durch die originalen Einfriedungen abgegrenzten Vorgärten geprägten Straßenzugs mit offener Wohnbebauung.“
Die differenzierte Bebauung mit unterschiedlichen Gestaltungen der Zeit sorgte für eine Durchmischung in baulicher Sicht und bei der Bevölkerung.